# Wahlenbergia ericoidella
Wahlenbergia ericoidella är en klockväxtart som först beskrevs av Paul Auguste Duvigneaud och Denaeyer, och fick sitt nu gällande namn av Mats Thulin. Wahlenbergia ericoidella ingår i släktet Wahlenbergia och familjen klockväxter.
Artens utbredningsområde är Kongo-Kinshasa. Inga underarter finns listade i Catalogue of Life.